# رونالد وایگل
رونالد وایگل (آلمانی: Ronald Weigel؛ زادهٔ ۸ اوت ۱۹۵۹) دونده پیاده‌روی سرعت اهل آلمان بود.